# Клабучища
 Тази статия е за селото в Гърция.  За селото в Дебърско, Албания вижте Клабучища (община Дебър).  
Кла̀бучища (произношение в местния говор Кла̀бучишча, на гръцки: Πολυπλάτανο, Полиплатано, катаревуса: Πολυπλάτανον, Полиплатанон, до 1926 година Κλαμπούσιστα, Клабусиста или Κλαμπούτσιστα, Клабуциста) е село в Република Гърция, в дем Лерин (Флорина), област Западна Македония.

## География
Селото е разположено на 11 километра северозападно от демовия център Лерин (Флорина) и на 4 километра западно от Долно Клещино (Като Клинес), в северозападния край на Леринското поле близо до границата със Северна Македония.

## История

### В Османската империя
В 1848 година руският славист Виктор Григорович описва в „Очерк путешествия по Европейской Турции“ Клобучище като българско село. В 1861 година Йохан фон Хан на етническата си карта на долината на Вардар отбелязва Глабущица (Glabuschtitza) като албанско село.
В началото на XX век Клабучища е смесено българо-арнаутско село в Битолска каза. Според статистиката на Васил Кънчов („Македония. Етнография и статистика“) в 1900 година селото има 750 жители българи и 100 жители арнаути мохамедани.
На Етнографската карта на Битолския вилает на Картографския институт в София от 1901 година Клабучища е смесено село българи, албанци и власи в Битолската каза на Битолския санджак с 61 къщи.
В началото на XX век всички християнски жители на Клабучища са под върховенството на Цариградската патриаршия. По данни на секретаря на Българската екзархия Димитър Мишев („La Macédoine et sa Population Chrétienne“) в 1905 година в селото има 400 българи гъркомани и гръцко училище.
При избухването на Балканската война в 1912 година един човек от Клабучища е доброволец в Македоно-одринското опълчение.

### В Гърция
След Междусъюзническата война Клабучища остава в Гърция. Боривое Милоевич пише в 1921 година („Южна Македония“), че Клабучища (Клабучишта) има 50 къщи славяни християни и 20 къщи арнаути мохамедани. Албанските му жители се изселват и в селото са настанени 181 гърци бежанци от Кавказ. В 1928 година Клабучища е представено като смесено местно-бежанско с 29 бежански семейства и 128 жители общо. В 1926 година е прекръстено на Полиплатано.
Селото не пострадва силно в Гражданската война и само малка част от жителите му се изселват в Югославия. Намаляването на населението след войната се дължи на емиграция отвъд океана. Според Тодор Симовски съотношението между местното население и потомците на кавказките бежанци е 3:1.
Според изследване от 1993 година селото е смесено „славофонско-бежанско“, като „македонският език“ в него е запазен отлично, а понтийският гръцки слабо.
| Име      | Име       | Ново име | Ново име | Описание                    |
| -------- | --------- | -------- | -------- | --------------------------- |
| Кладенци | Κλάδεντσι | Пигиес   | Πηγές    | местност на СИ от Клабучища |

### Преброявания
- 1913 – 688 души
- 1920 – 628 души
- 1928 – 742 души
- 1940 – 969 души
- 1951 – 932 души
- 1961 – 755 души
- 1971 – 477 души
- 1981 – 428 души
- 2001 – 389 души
- 2011 – 257 души

## Личности
Родени в Клабучища
- Иван Василев (1889 – ?), македоно-одрински опълченец, 3 рота на 9 велешка дружина[15]
- Димко Драгатис (Δημήτρης Δραγάτης), гъркоманин, андарт
- Георгиос Папаниколау (Γεώργιος Παπανικολάου), гъркоманин, андарт
- Диме Христов (Δημήτριος Χρήστου – Димитриос Христу), гъркоманин, андарт